# مقاطعة تايلور (فرجينيا الغربية)
مقاطعة تايلور هي مقاطعة في فيرجينيا الغربية، بلغ عدد سكانها 16٬895  نسمة، في 2010، عاصمتها غرافتون، تبلغ مساحتها 455 كيلومتر مربع.

## الموقع
تشترك في الحدود مع:
- مقاطعة مونونغاليا (فرجينيا الغربية)
- مقاطعة هاريسون (فرجينيا الغربية)
- مقاطعة بريستون (فرجينيا الغربية)
- مقاطعة بربور (فرجينيا الغربية)
- مقاطعة ماريون (فرجينيا الغربية).

## أعلام
- بيل باول